# Villa Augustusweg 67 (Radebeul)
Die Villa Augustusweg 67 liegt im Stadtteil Oberlößnitz der sächsischen Stadt Radebeul. Sie gleicht der ebenfalls 1895/96 in der nächstgelegenen Nachbarstraße errichteten Villa (Hauptstraße 53) desselben Architekten Carl Käfer.

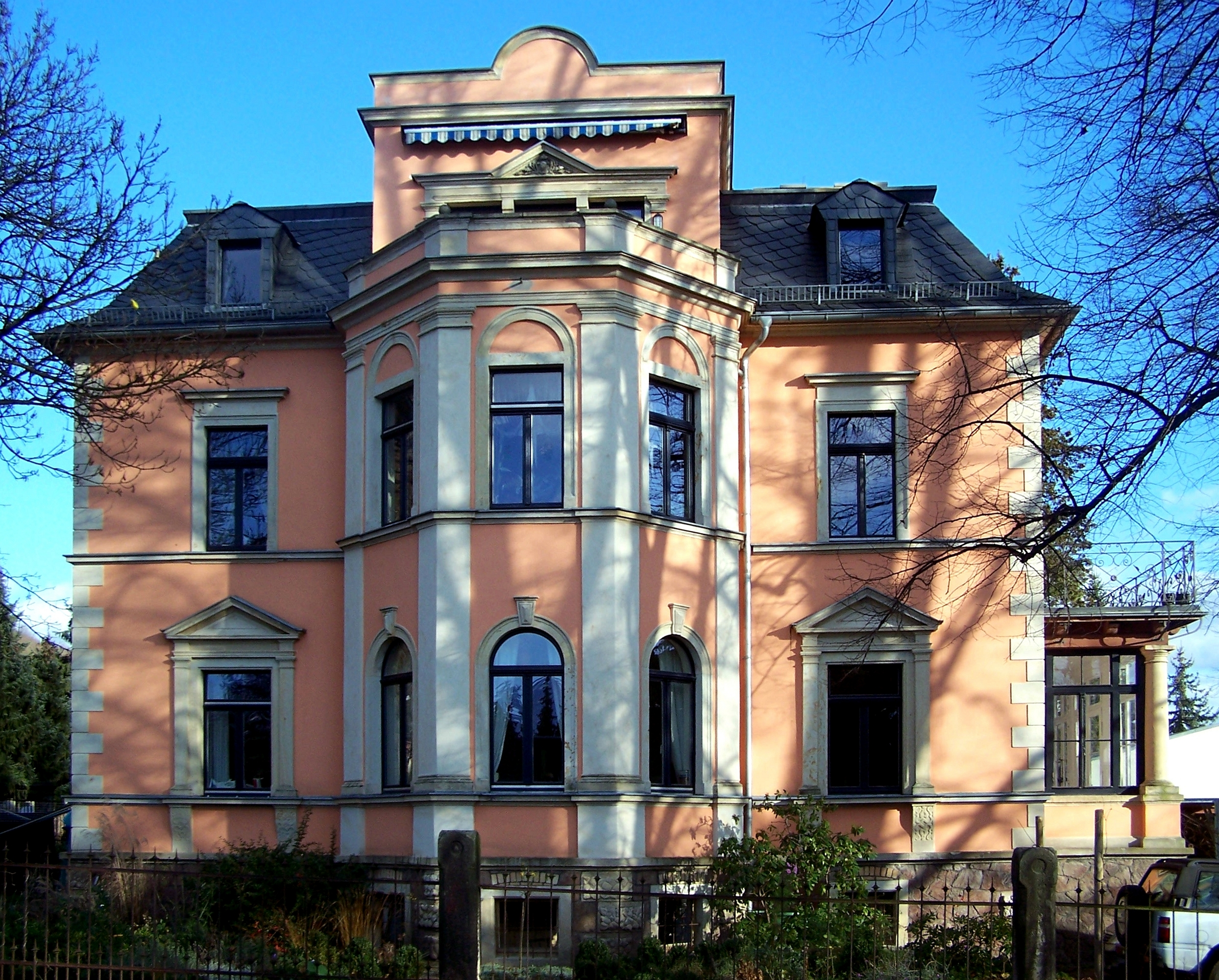
Villa Augustusweg 67, von der Reichsstraße aus

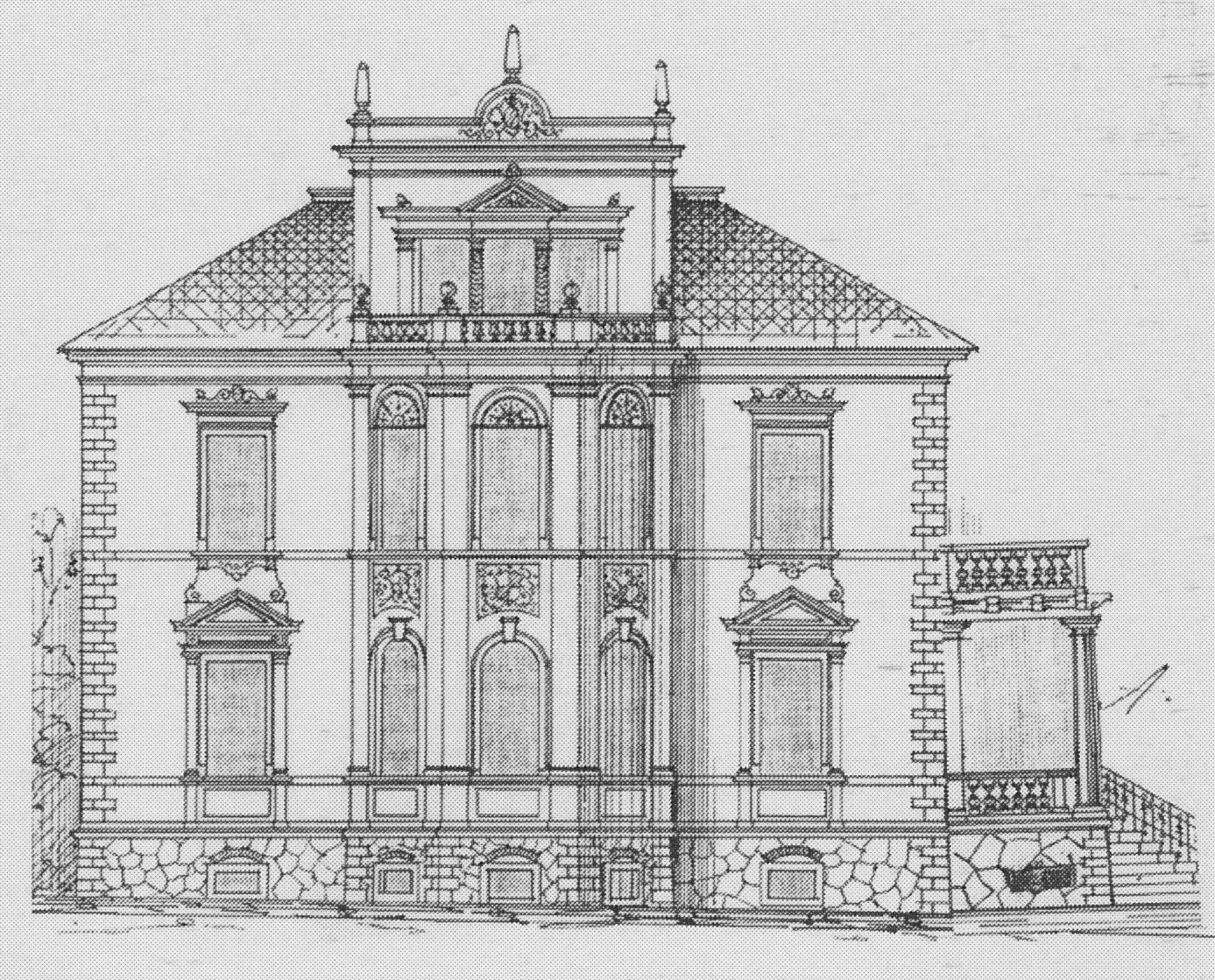
Bauzeichnung von 1895

Das Wohnhaus ist ein „typisches historistisches Gebäude seiner Zeit, belebt von Anbauten sowie vielen Schmuck- und Gliederungselementen unterschiedlicher Stilvorbilder, vor allem baugeschichtlich bedeutend“.

## Beschreibung

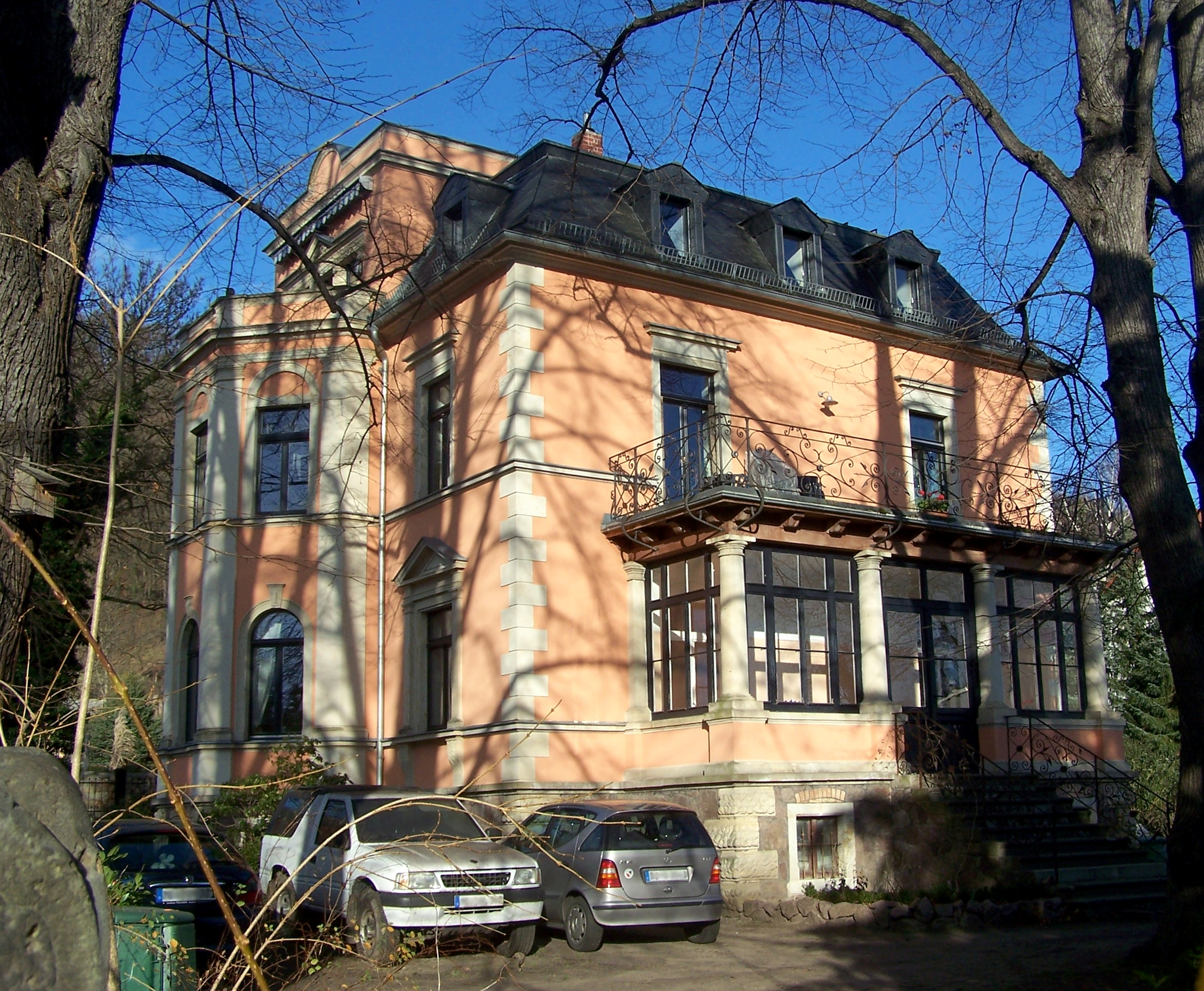
Zum Garten im Süden hin steht eine Veranda mit toskanischen Säulen

Die zweigeschossige, mit Garten und Einfriedung unter Denkmalschutz stehende Mietvilla, in der Denkmaltopografie als Villa angesprochen, wurde auf einem südöstlichen Eckgrundstück Augustusweg/Reichsstraße erbaut, mit einem Garten nach Süden hin. Der Bau steht auf einem Bruchsteinsockel und hat obenauf ein abgeplattetes Walmdach.
Die gleichzeitig von dem Architekten Carl Käfer entworfene gleichartige Villa Hauptstraße 53 wird in der Radebeuler Denkmaltopografie beschrieben als klassischer Grundriss der Semper-Nicolai-Schule mit einem zentralen Vorzimmer, einem Gartensaal und einem rückwärtigen Eingang.
In der fünfachsigen Hauptansicht zur Reichsstraße steht mittig ein dreigeschossiger Risalit mit einer Attika. Vor dem Risalit steht ein zweigeschossiger, polygonaler und pilastergegliederter Söller mit Rundbogenfenstern im Erdgeschoss statt der sonstigen Rechteckfenster. In der rechten Gartenansicht befindet sich eine Veranda mit toskanischen Säulen sowie einem Austritt obenauf.
Die ehemalige Verputzung wurde im 20. Jahrhundert durch Wegnahme von Stuckornamentik insbesondere über den Fenstern vereinfacht. Einige Erdgeschossfenster sind durch eine Ädikula eingefasst.
Die Einfriedung besteht aus Torpfeilern sowie Lanzettzaunfeldern ebenfalls zwischen geschmückten Sandsteinpfeilern.
Der Garten ist als denkmalpflegerische Nebenanlage eingestuft.

## Geschichte
Die Bauherren Hermann Schmidt und Heinrich Berger beantragten im März 1895 den Bau eines Wohngebäudes nach Plänen des Architekten Carl Käfer. Die Baurevision erfolgte im Juni 1896.
Der Dresdner Chemiker, Apotheker, Fabrikbesitzer und Mitinhaber der Knauth & Weidinger GmbH, Johannes Clemen (1876–1939), kaufte sich 1918 die Villa im Augustusweg 67, wo er bis zu seinem Tod 1939 wohnte. Nach Clemens Tod lebte seine Tochter, die Pianistin und spätere Musikpädagogin an der Hochschule für Musik Carl Maria von Weber Dresden Elfriede Clemen (1903–1985), noch weiterhin im elterlichen Haus. Später zog sie nach Dresden-Weißer Hirsch, Plattleite 25.
Im Jahr 1961 erfolgte der Ausbau des Dachgeschosses.